# Mormodes aromatica
Mormodes aromatica là một loài phong lan có ở México (Guerrero, Oaxaca, Chiapas) tới Honduras.